# Yttre Stenträsket
Yttre Stenträsket är en sjö i Piteå kommun i Norrbotten och ingår i Åbyälvens huvudavrinningsområde. Sjön har en area på 0,143 kvadratkilometer och ligger 325,3 meter över havet. Yttre Stenträsket ligger i Åbyälven Natura 2000-område.

## Delavrinningsområde
Yttre Stenträsket ingår i det delavrinningsområde (726508-170861) som SMHI kallar för Mynnar i Åbyälven. Medelhöjden är 339 meter över havet och ytan är 12,29 kvadratkilometer. Det finns inga avrinningsområden uppströms utan avrinningsområdet är högsta punkten. Vattendraget som avvattnar avrinningsområdet har biflödesordning 2, vilket innebär att vattnet flödar genom totalt 2 vattendrag innan det når havet efter 87 kilometer. Avrinningsområdet består mestadels av skog (74 procent) och sankmarker (14 procent). Avrinningsområdet har 0,91 kvadratkilometer vattenytor vilket ger det en sjöprocent på 7,4 procent.